# 美の壺
『鑑賞マニュアル 美の壺』（かんしょうマニュアル びのつぼ）は、NHKが2006年4月7日に放送を開始した教養番組（美術評論番組）である。

## 概要
毎回一つのテーマを採り上げて古伊万里や盆栽、アールヌーボーなど人の暮らしを彩ってきたアイテムの選び方や鑑賞法などをいくつかの「ツボ」（押さえどころ）に絞ってわかりやすく解説する。各回は「File ○○○」の通し番号が付される。
開始当初は旧家の当主役に扮する谷啓が案内役を務め、NHKアナウンサーの髙橋美鈴がナレーションを担当した。基本的には谷の家を舞台に展開されるが、時折スペシャル版で谷が旅行に出ることもある。谷の住む家は重厚な造りの古民家で、床の間には紫舟の書いた「壺中天」という掛け軸が掛かっている。設定では谷の父親が異常な趣味人であったということになっていて、蔵からは毎回、高価な名品が登場する。加えて谷本人も収集癖があり、谷の妻が万華鏡を集めていたという設定になっているので、家族ぐるみで何かしら集めている。谷の妻はしばしば話題に上るが、画面には登場しない。代わりに、遠方に住む親族や畳職人、泥棒、和服美人などのゲストが谷家に現れる。谷家には他に、ネズミ取りのうまい「ハナ」という飼い猫が存在する設定である。
2009年4月3日放送のFile 124「木の椅子」の回からキャストを一新、洋館に住む草刈正雄（谷の甥との設定）が谷家の壺を譲り受けるという設定で新たに案内役を務め、『壺』の中の声の主（ナレーション）も高橋から同じNHKアナウンサーの古野晶子が務める。
2010年9月11日に谷が死去した際は、追悼企画として2006年4月14日放送のFile 2「盆栽」が再放送された。2014年11月14日のFile 324「猫づくし」でも“先代”として「招き猫」の回の画像を再利用する形で登場した。
2011年4月7日放送のFile 205「英国家具」の回から放送波が教育テレビからBSプレミアムに変更になり、草刈はそのままだがナレーションがNHKアナウンサーの礒野佑子に変更された。
BGMはすべてブルーノートを中心としたジャズで統一されており、曲目リストが公式サイトの各放送回の紹介ページに掲載されているほか、BGMで使用された楽曲を集めたコンピレーション・アルバムも発売された。
題字は紫舟の書によるものである。案内役が谷から草刈に代わったときに題字も変更されたが、いずれの題字も紫舟が手がける。2011年からはオープニング映像に紫舟本人が登場する（2015年度まで）。
2011年3月11日に放送を予定されていたFile 203「梅」は、同日発生した東日本大震災により放送を休止した。同回には震災で被害を受けた梅林が紹介されており、関係者の要望により以降放映が見送られていたが、2012年2月23日に放送された。
2014年度よりナレーションが女優の木村多江に変更された。

## 出演者

### レギュラー出演
- 草刈正雄（進行役、2009年度から）
- 木村多江（ナレーション〈壺の声〉、2014年度から。たまに出演も：「スペシャル 有田焼400年 器の宇宙」[3] 2016年4月23日、「スペシャル 日本の避暑地」[4] 2019年7月19日、「スペシャル 江戸前の味」[5] 2023年7月26日）。

ゲスト出演（草刈との設定に関わりのない指南役も含む）
- 石橋蓮司（「鎌倉」【前編・後編】 2009年10月30日・11月6日、「金沢」【前編・後編】 2010年3月5日・12日、「眼鏡」 2010年6月18日、「横浜」【前編・後編】 2010年11月19日・26日、「お引越しスペシャル」 2011年3月25日、『納涼!日本の夏スペシャル「住」「遊」「食」』 2011年8月2日・3日・4日） - 草刈の友人他との設定
- 五明樓玉の輔（「手ぬぐい」 2009年8月14日、『納涼!日本の夏スペシャル「住」』 2011年8月2日） - 草刈の友人の落語8h家との設定
- ビビる大木、島崎和歌子（「豪華絢爛!着物スペシャル」 2010年1月3日）
- 井村空美（「アンティーク着物」 2010年5月21日） - 草刈の姪との設定
- 岡明子（「ゆかた」 2010年7月16日、「和の化粧」 2010年10月8日、「がま口」 2013年2月20日、「桜」 2013年4月5日、「うちわ」 2013年7月26日） - 草刈の姪（「がま口」では母）との設定
- 姜尚中（「背広」 2010年10月22日）
- 川島明（「新春 京の四季スペシャル」 2011年1月3日） - 草刈の甥との設定
- 安田美沙子（「新春 京の四季スペシャル」 2011年1月3日）- 甥の想いの女性との設定
- 青木奈緒（「紬」 2011年6月2日）
- 白石みき（『納涼!日本の夏スペシャル「住」』 2011年8月2日） - 草刈の友人（石橋）の元部下との設定
- 豊住恵里奈（『納涼!日本の夏スペシャル「食」』 2011年8月4日） - 草刈の姪との設定
- 吉谷桂子（「壁紙」 2011年9月8日、「和の英国庭園」 2011年11月10日）- 草刈の隣人との設定
- 原沙知絵（「豪華!風流!日本庭園スペシャル」 2012年1月1日）- 草刈の恩師の孫との設定
- 平岳大（「豪華!風流!日本庭園スペシャル」 2012年1月1日）- 草刈の友人の息子との設定
- 渡辺えり（「豪華!風流!日本庭園スペシャル」 2012年1月1日）- 愛の伝導庭師との設定
- 森直史（「パン」 2012年2月16日）
- 志穂美悦子（「春のフラワーアレンジメント」 2012年3月15日）
- 大河内奈々子（「和のピクニック 野点」 2012年6月6日）
- 牧瀬里穂（「夏の着物」 2012年6月20日）- 草刈の姪との設定
- 南野陽子、八名信夫、柴崎蛾王、千本松喜兵衛、西中節也（「新春邸宅スペシャル」 2013年1月1日）
- 蛭子能収（「新春邸宅スペシャル」 2013年1月1日、「スペシャル 有田焼400年 器の宇宙」 2016年4月23日）
- 美輪明宏（「長崎」 2013年4月26日）
- 安藤未理（「緑茶」 2013年6月7日、「恋文」 2013年10月18日） - 草刈の初恋相手との設定
- 坂崎幸之助（「涼のガラス」 2013年7月19日）
- 萬田久子（「麦わら帽子」 2013年8月9日、「トートバッグ」 2014年6月6日）
- 石原まき子（「恋文」 2013年10月18日）
- 柳家花緑（「江戸の蕎麦」 2013年11月1日）
- 古田新太（「箸置き」 2013年11月22日）
- LiLiCo（「キャンドル」 2013年12月13日）
- 桐島かれん（「魔法の布 ストール」 2013年12月20日）
- さかなクン（「フグづくし」 2014年1月10日）
- 光浦靖子（「額縁・フレーム」 2014年1月24日）
- 紺野美沙子（「和食の名脇役 漬物」 2014年2月14日）
- 奥田あかね（「ひな人形めぐり」 2014年2月28日） - 草刈の娘（幼少期）との設定
- 鶴田真由（「鎌倉・花の寺めぐり」 2014年4月25日）
- 渡辺満里奈（「初夏!縞木綿の着物」 2014年5月9日）
- 貴乃花親方（「ゆったりほっこり座布団」 2014年11月7日）
- 谷啓（回想）（「鉄瓶 〜進化する南部鉄器〜」 2014年11月28日）
- 坂東三津五郎（「粋を持ち歩く、印伝」 2015年2月27日）
- 井浦新（「スペシャル 日本の美 再発見」 2015年7月11日）
- 茂山七五三（「鱧尽くし」 2015年8月21日）
- 茂山逸平（「鱧尽くし」 2015年8月21日、「京のおやつ」 2016年4月22日）
- 坂東玉三郎、春風亭小柳枝（「心に風を 扇子」 2015年8月28日）
- 野村佑香（「こだわりのコーヒーポット」 2015年10月16日）
- 加藤登紀子、太田和彦（「ほろ酔いの盃」 2015年12月11日）
- 草刈麻有（「伊万里から有田焼へ」 2016年4月1日）- 草刈の恋人との設定
- 假屋崎省吾、林家正楽（「技あざやかに はさみ」 2016年4月8日）
- 壇蜜（「憬れの街、銀座」 2016年4月15日）
- 中村吉右衛門、三世 桐竹勘十郎（「魅せる、隠す、暖簾」 2016年5月27日）
- 小山薫堂（「サラダ 野菜の工芸」 2016年6月3日）
- 中井貴恵（「和の美の理想郷、小津映画」 2016年6月24日）
- 相武紗季（「涼を味わう かき氷」 2016年7月22日）
- 照喜名朝一、知名定男、ネーネーズ（「沖縄の三線」 2016年8月19日）
- 篠原ともえ（「日々を美しく暮らす 花森安治」 2016年8月26日）
- 十世 片山九郎右衛門（「西陣織」 2016年9月16日）
- 磯田道史、井伊達夫、橋本麻里（「戦国武将 いでたちの美学」 2016年10月4日）
- 籔内佐斗司（「鬼」 2016年10月14日）
- 古澤巌（「人生を共にする旅行鞄」 2016年10月21日）
- 細川護煕（「肥後象がん」 2016年11月4日）
- 美内すずえ、西村知美、三木孝浩、池田理代子（「心ときめく少女漫画」 2018年7月27日）
- 柴田理恵（「日本のお弁当」 2018年10月26日、「スペシャル 日本の避暑地」 2019年7月19日） - 警察隊員との設定
- 黒羽麻璃央（「魂宿る 刀剣」 2020年9月4日） - 日本刀の化身「三日月宗近」との設定
- 鈴木拡樹（「いざ鎌倉 武士たちの美意識」 2022年7月22日） - 平安時代の太刀「三日月宗近」の化身との設定
- 原哲夫（「人と共に在る 馬」 2023年3月3日）
- ハリー杉山（「品格をまとう スーツ」 2023年12月6日）

### 過去の出演者
レギュラー出演
- 谷啓（旧家の当主、草刈の伯父との設定、2008年度まで）
- 髙橋美鈴（ナレーション、2008年度まで、「金魚」 2006年6月16日では出演も）
- 古野晶子（ナレーション、2009・2010年度）
- 礒野佑子（ナレーション、2011年度から2013年度）

不定期出演
- 藤田弓子（谷の末の妹で、結婚して京都に住んでいるという設定）
- 山田まりや（谷の姪で、沖縄に住んでいるという設定）
- 小池里奈（谷の孫で、中学生という設定）
- ビビる大木
- 犬塚弘（谷の旧友[注釈 5]）

## テーマ曲
- モーニン（アート・ブレイキー&ザ・ジャズ・メッセンジャーズ）

## 放送時間
| 年度             | 本放送                                                                                                | 再放送 | アンコール放送                                                | 備考                                                                                 |
| ---------------- | --- | --- | ------------------------------------------------------------- | ------------------------------------------------------------------------------------ |
| 2008             | 教育テレビ 金曜日 22:00 - 22:25                                                                       | 教育テレビ 翌週金曜日 0:45 - 1:10（木曜日深夜） BS hi 翌週金曜日 7:00 - 7:25 |                                                               | 総合テレビ 近畿以外： 翌週土曜日 5:15 - 5:40 甲信越静以西： 翌週金曜日 11:05 - 11:30 |
| 2009-2010        | 教育テレビ 金曜日 22:00 - 22:25                                                                       | 教育テレビ 翌週月曜日 0:15 - 0:40（日曜日深夜） BS hi 翌週金曜日 7:00 - 7:25 総合テレビ 近畿以外： 翌週土曜日 5:15 - 5:40 北海道・甲信越静以西： 翌週金曜日 11:05 - 11:30                                  | BS 2 火曜日15時 - 18時台 『BSアンコール館』枠内               |                                                                                      |
| 2011             | BSプレミアム 木曜日 19:30 - 19:59                                                                     | BSプレミアム 金曜日 15:00 - 15:29、 翌週水曜日 08:00 - 08:29 総合テレビ 日曜日 04:30 - 04:59 |                                                               |                                                                                      |
| 2012             | BSプレミアム 水曜日 19:30 - 19:59                                                                     | BSプレミアム 翌週火曜日 11:00 - 11:29 総合テレビ 日曜日 4:30 - 4:59 | Eテレ 随時日曜日 23:00 - 23:25または 23:00 - 23:29            |                                                                                      |
| 2013             | BSプレミアム 金曜日 19:30 - 19:59                                                                     | BSプレミアム 翌週火曜日 11:00 - 11:29 | Eテレ 日曜日 23:00 - 23:25または 23:00 - 23:29                |                                                                                      |
| 2014 - 2019      | BSプレミアム 金曜日 19:30 - 19:59                                                                     | BSプレミアム 翌週火曜日 11:00 - 11:29 | Eテレ『美の壺・選』 日曜日 23:00 - 23:25または 23:00 - 23:29  |                                                                                      |
| 2020 - 2022      | BSプレミアム・BS4K 金曜日 19:30 - 19:59                                                               | BSプレミアム・BS4K 翌週土曜日 06:45 - 07:14 BS4K 翌々週木曜日 23:00 - 23:29 BSプレミアム 翌々週金曜日 12:30 - 12:59                                                                                        | Eテレ『美の壺・選』 日曜日 23:00 - 23:29 水曜日 05:30 - 05:59 |                                                                                      |
| 2023.4 - 2023.11 | BSプレミアム・BS4K 水曜日 19:30 - 19:59                                                               | BS4K 翌週月曜日 14:00 - 14:29 BSプレミアム・BS4K 翌週水曜日 08:00 - 08:29、 翌週土曜日 06:45 - 07:14 総合テレビ 翌々週水曜日 15:10 - 15:39                                                                 | Eテレ『美の壺・選』 日曜日 23:00 - 23:29 水曜日 05:30 - 05:59 |                                                                                      |
| 2023.12 - 2024.3 | BSプレミアム4K・NHK BS 水曜日 19:30 - 19:59                                                           | BSプレミアム4K 翌週月曜日 14:00 - 14:29、 翌週水曜日 08:00 - 08:29、 翌週土曜日 06:45 - 07:14 NHK BS 翌週水曜日 09:30 - 09:59 総合テレビ 翌々週水曜日 15:10 - 15:39                                        | Eテレ『美の壺・選』 日曜日 23:00 - 23:29 水曜日 05:30 - 05:59 |                                                                                      |
| 2024             | BSプレミアム4K 水曜日 19:30 - 19:59 NHK BS 火曜日 17:30 - 17:59 （※BSプレミアム4K本放送の翌週火曜日） | BSプレミアム4K 翌週月曜日 13:00 - 13:29、 翌週水曜日 08:00 - 08:29、 翌週土曜日 06:45 - 07:14 NHK BS 翌週火曜日 10:25 - 10:54 （※スポーツ中継などによる休止や延期の可能性あり）                            | Eテレ『美の壺・選』 日曜日 23:00 - 23:29 月曜日 05:55 - 06:24 |                                                                                      |
| 2025             | BSプレミアム4K 水曜日 19:30 - 19:59 NHK BS 金曜日 21:15 - 21:44 （※BSプレミアム4K本放送の翌週金曜日） | BSプレミアム4K 翌週月曜日 13:00 - 13:29、 翌週水曜日 08:00 - 08:29、 翌週土曜日 06:45 - 07:14 NHK BS 翌週金曜日 12:00 - 12:29、 翌週土曜日 07:30 - 07:59 （※スポーツ中継などによる休止や延期の可能性あり） | Eテレ『美の壺・選』 日曜日 23:00 - 23:29 月曜日 05:55 - 06:24 |                                                                                      |

## 国外での放送
NHKワールド・プレミアム（NHK WP）では月曜日14:05 - 14:35に放送される。2007年4月からはNHKワールドTVでも英語副音声または主音声（2007年10月以降は全時間帯が英語主音声）の2か国語放送で放送され、現在では完全に英語音声吹き替え・英語字幕に差し替えた状態で放送される。英語でのタイトルは「The Mark of Beauty」である。